# 옹구트

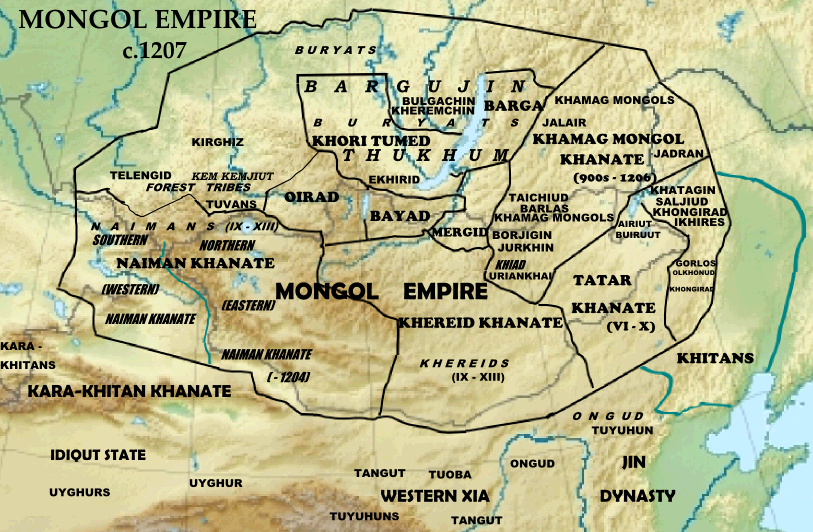
1207년경 옹구트 및 다른 몽골 부족들을 나타낸 지도

옹구트(몽골어: Онгуд, Онход, 한국 한자: 汪古 왕고)는 몽골 제국 성립기에 오늘날의 내몽골 지역에 있던 부족이다.
본래 튀르크족인 사타족(沙陀)의 일부가 몽골화되어 형성된 민족으로 추정된다. 많은 옹구트족은 여전히 동방교회 신자였다. 오르도스 고원 북부의 만리장성을 따라 늘어선 지역과 그 북동쪽 영토에 살았다. 이들은 금나라의 산서성 북쪽 변경 지대를 감시하는 역할을 맡기도 했다.
13세기 칭기스 칸 시대의 사타족은 이미 남부 몽골족의 일부로 여겨졌다. 1205년 옹구트의 족장 알라쿠시 테긴은 나이만이 칭기스 칸을 공격하려 꾸민다고 전하며 몽골과 동맹을 맺었고, 1211년 몽골이 금나라를 침략할 때 몽골을 지원했다. 칭기스 칸은 자신의 딸 알라가이 베키를 알라쿠시의 아들 중 하나와 결혼시켰으나, 1211년경 옹구트에서 칭기스 칸에 대항한 반란이 일어나 알라쿠시와 아들들을 죽이고 알라가이는 도망쳤다. 반란을 진압한 칭기스 칸은 수레바퀴보다 큰 모든 옹구트 남자를 처형하려 했으나 알라가이의 만류로 반란의 수괴 일족만 죽였다. 이후 한동안 칭기스 칸의 가호 하에 알라가이가 어린 왕자들의 섭정으로서 옹구트를 사실상 다스렸다.
칭기스칸 이후에도 몇몇 저명한 몽골 제국 인물들이 옹구트 출신으로 알려져 있는데, 유명한 동방교회 수도사이자 여행가이던 라반 바르 사우마(1220~1294)가 그 예이다. 옹구트는 쿠빌라이에게도 좋은 동맹이었는데, 13세기 후반의 옹구트 왕 코르기스는 쿠빌라이의 두 손녀와 결혼했다. 코르기스는 카이두 칸과 싸우다가 그 부하 두아에게 1298년 죽임당했다. 또 나중에 조반니 다 몬테코를리노(1247~1328)에 의해 옹구트족 상당수가 가톨릭으로 개종했다는 이야기도 전한다. 몽골 제국 성립 이후 옹구트에 대한 기록은 점점 사라지며, 다른 튀르크족과 몽골족에 동화되어 사라진 것으로 추정된다.

## 같이 보기
- 중세 몽골 부족